# Miguel Ángel Raimondo
Miguel Ángel Raimondo (Rosário, 12 de dezembro de 1943) é um ex-futebolista argentino.
É um dos maiores ídolos da história do Independiente, onde conquistou oito títulos em cinco anos na equipe, pela qual atuou 248 vezes entre 1969 e 1974. Foram dois campeonatos argentinos (em 1970 e 1971), três Libertadores (seguidamente entre 1972 e 1974), a Taça Intercontinental de 1973 e duas Interamericanas. O zagueiro chegou ao Rojo depois de passar por duas equipes auriazuis: o Rosario Central, de sua cidade-natal e onde debutou, e o pequeno Atlanta, da capital federal, onde chamou a atenção dos grandes times.
Em 1974, obteve também uma conquista individual, sendo eleito o melhor futebolista da Argentina. No ano seguinte, foi jogar no River Plate, que não conseguia títulos havia dezoito anos, participando já em 1975 da quebra em dose dupla do tabu: naquele ano, o River faturou os dois campeonatos argentinos disputados.

## Títulos
Independiente
- Campeonato Metropolitano: 1970, 1971
- Copa Libertadores da América: 1972, 1973, 1974
- Copa Interamericana: 1973, 1974
- Copa Intercontinental; 1973

River Plate
- Campeonato Metropolitano: 1975
- Campeonato Nacional: 1975